# Strong Girl Nam-soon
Strong Girl Nam-soon (힘쎈여자 강남순?, Himssen-yeoja Gang Nam-sunLR; lett. "La donna forte Gang Nam-soon") è una serie televisiva sudcoreana trasmessa su JTBC dal 7 ottobre al 26 novembre 2023, spin-off di Himssen-yeoja Do Bong-soon (2017). Internazionalmente è distribuita da Netflix.
È stata un successo in termini di ascolti, superando il 10,42% di share con l'episodio finale.

## Trama
Da bambina, Gang Nam-soon è scomparsa in Mongolia. Una volta adulta, parte per la Corea del Sud alla ricerca dei suoi genitori, trovando nel distretto di Gangnam sua madre Hwang Geum-joo, imprenditrice miliardaria, e sua nonna Gil Joong-gan. Le tre donne vengono coinvolte in un caso di droga su cui sta indagando il detective Gang Hee-sik.

## Personaggi e interpreti
- Gang Nam-soon/Khan Tsetseg, interpretata da Lee Yoo-mi
- Hwang Geum-joo, interpretata da Kim Jung-eun
- Gil Joong-gan, interpretata da Kim Hae-sook
- Gang Hee-sil, interpretato da Ong Seong-wu
- Ryu Shi-oh/Anton, interpretato da Byeon Woo-seok